# Savoonga
Savoonga – miasto w Stanach Zjednoczonych, w stanie Alaska, w okręgu niezorganizowanym, w obszarze spisowym Nome.
W Savoonga funkcjonuje port lotniczy.